# Első Berlusconi-kormány
Az első Berlusconi-kormány az Olasz Köztársaság 51. kormánya volt, amely 1994. május 11. és 1995. január 17. között volt hivatalban, összesen 252 napig, ami 8 hónap és 7 nap.
Ez volt az első kormány, amelynek tagja volt a szélsőjobboldali Olasz Szociális Mozgalom.
A Szenátusban 159 igen, 153 nem szavazattal és 2 tartózkodással; az Alsóházban 366 igen és 245 nem szavazattal szavaztak bizalmat a kormánynak.

## A kormánykoalíció összetétele
| Alsóház         | Alsóház | Mandátumok                |
| --------------- | --- | ------------------------- |
|                 | Északi Liga Forza Italia Nemzeti Szövetség Kereszténydemokrata Centrum Kormánykoalíció mandátumainak száma                                                                                 | 117 113 109 27 366        |
|                 | Progresszívak Szövetsége Kommunista Újjászerveződés Pártja Olasz Néppárt Demokrata Szövetség Olasz Szocialista Párt Patto Segni Nyelvi kisebbségek Egyéb pártok Ellenzéki mandátumok száma | 143 39 33 17 14 9 4 5 264 |
| Összes mandátum | Összes mandátum | 630                       |

| Szenátus        | Szenátus | Mandátumok           |
| --------------- | --- | -------------------- |
|                 | Északi Liga Nemzeti Szövetség Forza Italia Kereszténydemokrata Centrum Egyéb pártok Kormánykoalíció mandátumainak száma                                                                     | 60 48 36 12 15 171   |
|                 | Progresszívak Szövetsége Olasz Néppárt Kommunista Újjászerveződés Pártja Zöldek-Hálózat – Mozgalom a Demokráciáért Olasz Szocialista Párt Südtiroler Volkspartei Ellenzéki mandátumok száma | 76 34 18 13 10 3 154 |
| Összes mandátum | Összes mandátum | 325                  |

A kormánypártok az alábbi tárcákat kapták meg:
- Forza Italia: Miniszterelnök, 8 miniszteri és 13 államtitkári poszt
- Nemzeti Szövetség (AN): 1 miniszterelnök-helyettes, 5 miniszteri és 12 államtitkári poszt
- Északi Liga (LN): 1 miniszterelnök-helyettes, 5 miniszteri és 9 államtitkári poszt
- Kereszténydemokrata Centrum (CCD): 2 miniszteri és 1 államtitkári poszt
- Centrum Egysége (UdC): 2 miniszteri poszt
- Függetlenek: 2 miniszteri poszt

## A kormány
A kormánykoalíció a következőképpen nézett ki:

### Miniszterelnök
- Silvio Berlusconi (FI)

### Miniszterelnök-helyettesek
- Giuseppe Tatarella (AN), Roberto Maroni (LN)

### Miniszterelnöki Hivatal államtitkára
- Gianni Letta (FI)

### Külügyminiszter
- Antonio Martino (FI)

Államtitkárok: Livio Caputo (FI), Franco Rocchetta (LN), Vincenzo Trantino (AN)

### Belügyminiszter
- Roberto Maroni (LN)

Államtitkárok: Maurizio Gasparri (AN), Marianna Li Calzi (FI), Domenico Lo Jucco (FI)

### Igazságügyminiszter
- Alfredo Biondi (UdC)

Államtitkárok: Gian Franco Anedda (AN), Mario Borghezio (LN), Domenico Contestabile (FI)

### Költségvetési és gazdasági miniszter
- Giancarlo Pagliarini (LN)

Államtitkárok: Ilario Floresta (FI), Antonio Parlato (AN)

### Pénzügyminiszter
- Giulio Tremonti (a Segni Alku nevű párttal való megállapodásként)

Államtitkárok: Roberto Asquini (LN), Filippo Berselli (AN), Sandro Trevisanato (FI)

### Kincstárügyi miniszter
- Lamberto Dini (független)

Államtitkárok: Marisa Bedoni (LN), Salvatore Cicu (FI), Giovanni Mongiello (CCD), Antonio Rastrelli (AN)

### Honvédelmi miniszter
- Cesare Previti (FI)

Államtitkárok: Guido Lo Porto (AN), Mauro Polli (LN)

### Közoktatási miniszter
- Francesco D'Onofrio (CCD)

Államtitkárok: Fortunato Aloi (AN), Mariella Mazzetto (LN)

### Közfoglalkoztatásért felelős miniszter
- Roberto Maria Radice (FI)

Államtitkárok: Stefano Aimone Prina (LN), Domenico Nania (AN)

### Mezőgazdasági, élelmiszerügyi és erdészeti miniszter
- Adriana Poli Bortone (AN)

Államtitkárok: Paolo Scarpa Bonazza Buora (FI)

### Közlekedési és hajózási miniszter
- Publio Fiori (AN)

Államtitkárok: Sergio Cappelli (LN), Gianfranco Micciché (FI)

### Posta és telekommunikációügyi miniszter
- Giuseppe Tatarella (AN)

Államtitkárok: Antonio Marano (LN)

### Ipari, kereskedelmi és kisvállalkozási miniszter
- Vito Gnutti (LN)

Államtitkárok: Giampiero Beccaria (FI), Francesco Pontone (AN)

### Egészségügyi miniszter
- Raffaele Costa (UdC)

Államtitkárok: Giulio Conti (AN), Giuseppe Nisticò (FI)

### Külkereskedelmi miniszter
- Giorgio Bernini (FI)

### Munka és társadalmi ügyekért felelős miniszter
- Clemente Mastella (CCD)

Államtitkárok: Carmelo Porcu (MSI), Adriano Teso (FI)

### Kulturális javak minisztere
- Domenico Fisichella (AN)

### Környezetvédelmi miniszter
- Altero Matteoli (AN)

Államtitkárok: Roberto Lasagna (FI)

### Felsőoktatási, tudományos kutatási és technológiai miniszter
- Stefano Podestà (FI)

Államtitkárok: Giovanni Meo Zilio (LN)